# آی‌سی‌کیو
آی‌سی‌کیو یک برنامهٔ پیام‌رسان فوری است که نخستین بار توسط یک شرکت اسرائیلی به نام میرابیلیس توسعه و گسترش یافت. میرابیلیس در ۸ ژوئن ۱۹۹۸ در توسط آمریکا آنلاین خریداری شد و در آوریل سال ۲۰۱۰ به مالکیت گروه میل.رو درآمد.
نخستین نسخهٔ برنامه در نوامبر سال ۱۹۹۶ میلادی منتشر شد و آی‌سی‌کیو تبدیل به نخستین خدمات پیام‌رسان فوری در سطح اینترنت گشت و بعدها تکنولوژی آن را ثبت اختراع کرد.
در سال ۲۰۰۱ میلادی آی‌سی‌کیو بیش از ۱۰۰ میلیون حساب ثبت‌شده داشت.

## ویژگی
از ویژگی‌های نرم‌افزار پیام‌رسان فوری آی‌سی‌کیو می‌توان به موارد زیر اشاره کرد:
- پیام‌رسانی برون‌خط
- گپ چندکاربره
- خدمات پیام کوتاه رایگان (با محدودیت روزانه)
- انتقال پروندهٔ قابل ادامه‌دادن
- کارت‌های تبریک
- بازی‌های چندنفره
- فهرستی جستجوپذیر از کاربران
- امکان استفاده از شکلکها هنگام گپ با کاربران دیگر

## واژه‌نامه
1. ↑  Mail.Ru